# ماری پترز (ورزشکار دو و میدانی)
ماری پترز (انگلیسی: Mary Peters; ۶ ژوئیهٔ ۱۹۳۹) ورزشکار سابق پنج‌گانه اهل بریتانیا است.
وی در مسابقات کشوری و بین‌المللی در مجموع برندهٔ ۴ مدال طلا، ۱ مدال نقره شده‌است.